# 排序算法
在計算機科學與數學中，一個排序算法（英語：Sorting algorithm）是一種能將一串資料依照特定排序方式排列的算法，排序後的資料即可放在有序陣列。最常用到的排序方式是數值順序以及字典順序。有效的排序算法在一些算法（例如搜尋算法與合併算法）中是重要的，如此這些算法才能得到正確解答。排序算法也用在處理文字資料以及產生人類可讀的輸出結果。基本上，排序算法的輸出必須遵守下列兩個原則：
1. 輸出結果為遞增序列（遞增是針對所需的排序順序而言）
2. 輸出結果是原輸入的一種排列、或是重組

雖然排序算法是一個簡單的問題，但是從計算機科學發展以來，在此問題上已經有大量的研究。舉例而言，泡沫排序在1956年就已經被研究。雖然大部分人認為這是一個已經被解決的問題，有用的新算法仍在不斷的被發明。（例子：圖書館排序在2004年被發表）

## 分類
在计算机科学所使用的排序算法通常依以下標準分類：
- 計算的時間複雜度（最差、平均、和最好表現），依據串列（list）的大小({\displaystyle n})。一般而言，好的表現是{\displaystyle O(n\log n)}（大O符号），壞的表現是{\displaystyle O(n^{2})}。對於一個排序理想的表現是{\displaystyle O(n)}，但平均而言不可能達到。基於比較的排序算法對大多數輸入而言至少需要{\displaystyle O(n\log n)}。
- 使用量（以及其他電腦資源的使用）
- 穩定性：穩定排序算法會讓原本有相等鍵值的紀錄維持相對次序。也就是如果一個排序算法是穩定的，當有兩個相等鍵值的紀錄{\displaystyle R}和{\displaystyle S}，且在原本的串列中{\displaystyle R}出現在{\displaystyle S}之前，在排序過的串列中{\displaystyle R}也將會是在{\displaystyle S}之前。
- 排序的方法：插入、交換、選擇、合併等等。

### 穩定性

稳定排序纸牌的例子。当纸牌用稳定排序按点值排序的时候，两个5之间必定保持它们最初的次序。在用不稳定排序来排序的时候，两个5可能被按相反次序来排序。

當相等的元素是無法分辨的，比如像是整數，穩定性並不是一個問題。然而，假設以下的數對將要以他們的第一個數字來排序。
```

  

    

      

        
(

        
4

        
,

        
1

        
)

        
(

        
3

        
,

        
1

        
)

        
(

        
3

        
,

        
7

        
)

        
(

        
5

        
,

        
6

        
)

      

    

    
{\displaystyle (4,1)(3,1)(3,7)(5,6)}

  

```

在這個狀況下，有可能產生兩種不同的結果，一個是讓相等鍵值的紀錄維持相對的次序，而另外一個則沒有：
```

  

    

      

        
(

        
3

        
,

        
1

        
)

        
(

        
3

        
,

        
7

        
)

        
(

        
4

        
,

        
1

        
)

        
(

        
5

        
,

        
6

        
)

      

    

    
{\displaystyle (3,1)(3,7)(4,1)(5,6)}

  

 （維持次序）

  

    

      

        
(

        
3

        
,

        
7

        
)

        
(

        
3

        
,

        
1

        
)

        
(

        
4

        
,

        
1

        
)

        
(

        
5

        
,

        
6

        
)

      

    

    
{\displaystyle (3,7)(3,1)(4,1)(5,6)}

  

 （次序被改變）
```

不穩定排序算法可能會在相等的鍵值中改變紀錄的相對次序，但是穩定排序算法從來不會如此。不穩定排序算法可以被特別地實作為穩定。作這件事情的一個方式是人工擴充鍵值的比較，如此在其他方面相同鍵值的兩個物件間之比較，（比如上面的比较中加入第二个标准：第二个键值的大小）就會被決定使用在原先資料次序中的條目，當作一個同分決賽。然而，要記住這種次序通常牽涉到額外的空間負擔。

## 排序算法列表
在這個表格中，{\displaystyle n}是要被排序的紀錄數量以及{\displaystyle k}是不同鍵值的數量。

### 穩定的排序
- 冒泡排序（bubble sort）— {\displaystyle O(n^{2})}
- 插入排序（insertion sort）—{\displaystyle O(n^{2})}
- 鸡尾酒排序（cocktail sort）—{\displaystyle O(n^{2})}
- 桶排序（bucket sort）—{\displaystyle O(n)}；需要{\displaystyle O(k)}額外空間
- 计数排序（counting sort）—{\displaystyle O(n+k)}；需要{\displaystyle O(n+k)}額外空間
- 归并排序（merge sort）—{\displaystyle O(n\log n)}；需要{\displaystyle O(n)}額外空間
- 原地归并排序— {\displaystyle O(n\log ^{2}n)}如果使用最佳的現在版本
- 二叉排序树排序（binary tree sort）— {\displaystyle O(n\log n)}期望时间；{\displaystyle O(n^{2})}最坏时间；需要{\displaystyle O(n)}額外空間
- 鸽巢排序（pigeonhole sort）—{\displaystyle O(n+k)}；需要{\displaystyle O(k)}額外空間
- 基數排序（radix sort）—{\displaystyle O(nk)}；需要{\displaystyle O(n)}額外空間
- 侏儒排序（gnome sort）— {\displaystyle O(n^{2})}
- 圖書館排序（library sort）— {\displaystyle O(n\log n)}期望时间；{\displaystyle O(n^{2})}最坏时间；需要{\displaystyle (1+\varepsilon )n}額外空間
- 塊排序（英语：Block sort）（block sort）— {\displaystyle O(n\log n)}
- Tim排序（Timsort）—{\displaystyle O(n\log n)}平均、最坏时间；{\displaystyle O(n)}最优时间；需要{\displaystyle O(n)}額外空間；是目前已知最快的排序算法，在Python、Swift、Rust等语言的内置排序功能中被用作默认算法

### 不穩定的排序
- 選擇排序（selection sort）—{\displaystyle O(n^{2})}
- 希爾排序（shell sort）—{\displaystyle O(n\log ^{2}n)}如果使用最佳的現在版本
- 克洛弗排序（Clover sort）—{\displaystyle O(n)}期望时间，{\displaystyle O(n^{2})}最坏情况[來源請求]
- 梳排序— {\displaystyle O(n\log n)}
- 堆排序（heap sort）—{\displaystyle O(n\log n)}
- 平滑排序（英语：Smoothsort）（smooth sort）— {\displaystyle O(n\log n)}
- 快速排序（quick sort）—{\displaystyle O(n\log n)}期望時間，{\displaystyle O(n^{2})}最壞情況
- 內省排序（introsort）—{\displaystyle O(n\log n)}
- 耐心排序（patience sort）—{\displaystyle O(n\log n+k)}最坏情況時間，需要額外的{\displaystyle O(n+k)}空間，也需要找到最長的遞增子序列（longest increasing subsequence）

### 不實用的排序
- Bogo排序— {\displaystyle O(n\times n!)}，最壞的情況下期望時間為無窮。
- Stupid排序—{\displaystyle O(n^{3})};遞迴版本需要{\displaystyle O(n^{2})}額外記憶體
- 珠排序（bead sort）— {\displaystyle O(n)} 或 {\displaystyle O({\sqrt {n}})},但需要特別的硬體
- 煎餅排序—{\displaystyle O(n)},但需要特別的硬體
- 臭皮匠排序（stooge sort）算法简单，但需要约{\displaystyle n^{2.7}}的时间

## 简要比较
| 名称     | 数据对象   | 稳定性                     | 时间复杂度                     | 时间复杂度                                      | 額外空间复杂度            | 描述 |
| 名称     | 数据对象   | 稳定性                     | 平均                           | 最坏                                            | 額外空间复杂度            | 描述 |
| -------- | ---------- | -------------------------- | ------------------------------ | ----------------------------------------------- | ------------------------- | --- |
| 冒泡排序 | 数组       |                            | {\displaystyle O(n^{2})}       | {\displaystyle O(n^{2})}                        | {\displaystyle O(1)}      | （无序区，有序区）。 從无序区透過交換找出最大元素放到有序区前端。                                                                                     |
| 选择排序 | 数组       |                            | {\displaystyle O(n^{2})}       | {\displaystyle O(n^{2})}                        | {\displaystyle O(1)}      | （有序区，无序区）。 在无序区里找一个最小的元素跟在有序区的后面。对数组：比较得多，换得少。                                                           |
| 选择排序 | 链表       |                            | {\displaystyle O(n^{2})}       | {\displaystyle O(n^{2})}                        | {\displaystyle O(1)}      | （有序区，无序区）。 在无序区里找一个最小的元素跟在有序区的后面。对数组：比较得多，换得少。                                                           |
| 插入排序 | 数组、链表 |                            | {\displaystyle O(n^{2})}       | {\displaystyle O(n^{2})}                        | {\displaystyle O(1)}      | （有序区，无序区）。 把无序区的第一个元素插入到有序区的合适的位置。对数组：比较得少，换得多。                                                         |
| 堆排序   | 数组       |                            | {\displaystyle O(n\log n)}     | {\displaystyle O(n\log n)}                      | {\displaystyle O(1)}      | （最大堆，有序区）。 从堆顶把根卸出来放在有序区之前，再恢复堆。                                                                                       |
| 归并排序 | 数组       |                            | {\displaystyle O(n\log ^{2}n)} | {\displaystyle O(n\log ^{2}n)}                  | {\displaystyle O(1)}      | 把数据分为两段，从两段中逐个选最小的元素移入新数据段的末尾。 可从上到下或从下到上进行。                                                               |
| 归并排序 | 数组       | {\displaystyle O(n\log n)} | {\displaystyle O(n\log n)}     | {\displaystyle O(n)+O(\log n)} 如果不是从下到上 |                           | 把数据分为两段，从两段中逐个选最小的元素移入新数据段的末尾。 可从上到下或从下到上进行。                                                               |
| 归并排序 | 链表       | {\displaystyle O(n\log n)} | {\displaystyle O(n\log n)}     | {\displaystyle O(1)}                            |                           | 把数据分为两段，从两段中逐个选最小的元素移入新数据段的末尾。 可从上到下或从下到上进行。                                                               |
| 快速排序 | 数组       |                            | {\displaystyle O(n\log n)}     | {\displaystyle O(n^{2})}                        | {\displaystyle O(\log n)} | （小数，基准元素，大数）。 在区间中随机挑选一个元素作基准，将小于基准的元素放在基准之前，大于基准的元素放在基准之后，再分别对小数区与大数区进行排序。 |
| 快速排序 | 链表       |                            | {\displaystyle O(n\log n)}     | {\displaystyle O(n^{2})}                        | {\displaystyle O(\log n)} | （小数，基准元素，大数）。 在区间中随机挑选一个元素作基准，将小于基准的元素放在基准之前，大于基准的元素放在基准之后，再分别对小数区与大数区进行排序。 |
| 希爾排序 | 数组       |                            | {\displaystyle O(n\log ^{2}n)} | {\displaystyle O(n^{2})}                        | {\displaystyle O(1)}      | 每一輪按照事先決定的間隔進行插入排序，間隔會依次縮小，最後一次一定要是1。                                                                             |
|          |            |                            |                                |                                                 |                           | |
| 计数排序 | 数组、链表 |                            | {\displaystyle O(n+m)}         | {\displaystyle O(n+m)}                          | {\displaystyle O(n+m)}    | 统计小于等于该元素值的元素的个数i，于是该元素就放在目标数组的索引i位（i≥0）。                                                                         |
| 桶排序   | 数组、链表 |                            | {\displaystyle O(n)}           | {\displaystyle O(n^{2})}                        | {\displaystyle O(m)}      | 将值为i的元素放入i号桶，最后依次把桶里的元素倒出来。                                                                                                  |
| 基数排序 | 数组、链表 |                            | {\displaystyle O(k\times n)}   | {\displaystyle O(n^{2})}                        |                           | 一种多关键字的排序算法，可用桶排序实现。 |

- 均按从小到大排列
- k代表数值中的"数位"个数
- n代表数据规模
- m代表数据的最大值减最小值